# 宝町八幡神社
宝町八幡神社（たからまちはちまんじんじゃ）は、東京都葛飾区の神社。

## 歴史
創建年代は不明である。江戸時代初期に開村したと推測される宝木塚（ほうきづか）村の鎮守であり、西光寺が別当寺であった。
1856年（安政3年）版の『江戸切絵図』にも「八幡」と記載されているなど、その存在を確認することができる。
現在の社殿は、1930年（昭和5年）に造営されたものである。

## 交通アクセス
- お花茶屋駅より徒歩約7分（経路案内）。